# عضو مجلس الدولة لجمهورية الصين الشعبية
عضو مجلس الدولة (بالصينية: 国务委员) هو منصب رفيع المستوى داخل مجلس الدولة، الجهاز التنفيذي للحكومة الصينية (مشابه لمجلس الوزراء). وهو يأتي مباشرة بعد نواب رئيس مجلس الدولة وفوق وزراء الإدارات المختلفة. على غرار الوزير بدون حقيبة، يحمل المنصب واجبات غير محددة في وقت التعيين، على الرغم من أنه يمكن أيضًا تعيين عضو مجلس الدولة لرئاسة إدارة.

## تاريخ
تم إنشاء هذا المنصب أثناء إعادة هيكلة مجلس الدولة في مايو 1982، عندما تم تعيين أحد عشر عضوًا للمجلس، عشرة منهم كانوا نوابًا لرئيس المجلس حتى ذلك الحين. 

## الدور
يتم ترشيح أعضاء مجلس الدولة من قبل رئيس المجلس، ثم يتم الموافقة عليهم من قبل مجلس الشعبي الوطني ويتم تعيينهم من قبل الرئيس.  يعتبر أعضاء مجلس الدولة أعضاء في الاجتماعات التنفيذية لمجلس الدولة، إلى جانب رئيس المجلس ونائبيه والأمين العام.  يتم انتخاب أعضاء مجلس الدولة مرة كل خمس سنوات ويقتصر تعيينهم على فترتين. 
ويتولى أعضاء مجلس الدولة مهمة مساعدة رئيس المجلس، كما يعهد إليهم من قبل الرئيس بتولي العمل في مجالات معينة أو القيام بمهام خاصة معينة.  يمكن لأعضاء مجلس الدولة أيضًا تمثيل مجلس الدولة في الزيارات الخارجية. 
في كثير من الأحيان يرافق أعضاء مجلس الدولة كبار الشخصيات الصينية في رحلاتهم إلى الخارج، كما كانت الحال مع عضو مجلس الدولة تانغ جياشوان من عام 2003 إلى عام 2008، وداي بينججو من عام 2008 إلى عام 2013. كما أصبح داي ممثلاً للصين في قمة مجموعة الثماني في إيطاليا عام 2009 عندما قرر الرئيس هو جينتاو قطع حضوره والعودة إلى الصين من أجل التعامل مع أعمال الشغب في أورومتشي في يوليو 2009.

## قائمة أعضاء مجلس الدولة
مجلس الدولة الخامس (1982-1983)
تم إنشاء هذا المنصب أثناء إعادة هيكلة مجلس الدولة في مايو 1982. تم تعيين أحد عشر عضوًا، عشرة منهم كانوا نوابًا للرئيس حتى ذلك الحين، والاستثناء الوحيد هو تشانغ جينغ فو. 
1. يو تشيولي
2. جينج بياو
3. فانغ يي
4. قو مو
5. كانج شيين
6. تشين موهوا
7. بو ييبو
8. جي بينجفي
9. هوانغ هوا
10. تشانغ جينغ فو
11. تشانغ أيبينغ

مجلس الدولة السادس (1983-1988)
1. فانغ يي
2. قو مو
3. كانج شيين
4. تشين موهوا
5. جي بينجفي
6. تشانغ جينغفو
7. تشانغ أيبينغ
8. وو شيويه تشيان
9. وانغ بينغ تشيان
10. سونغ بينغ
11. سونغ جيان

مجلس الدولة السابع (1988-1993)
1. لي تيهينغ
2. تشين جيوي
3. وانغ بينغ تشيان
4. سونغ جيان
5. وانغ فانغ
6. زو جياهوا
7. لي غويكسيان
8. تشين شيتونج
9. تشين جون شينغ
10. تشيان تشيتشن

مجلس الدولة الثامن (1993-1998)
1. لي تيهينغ
2. تشي هاوتيان
3. سونغ جيان
4. لي غويكسيان
5. تشين جون شينغ
6. اسماعيل امات
7. بنغ بييون
8. لو غان - الأمين العام لمجلس الدولة

مجلس الدولة التاسع (1998-2003)
|                    |                  |                |         |                           |
| تشي هاوتيان        | لو غان           | اسماعيل امات   | وو يي   | وانغ تشونغيو              |
| وزير الدفاع الوطني | وزير الأمن العام | الشؤون العرقية | التجارة | الأمين العام لمجلس الدولة |

مجلس الدولة العاشر (2003-2008)
|                  |                    |                 |                           |                                                       |
| تشو يونغ كانغ    | كاو جانج تشوان     | تانغ جيا شيوان  | هوا جيانمين               | تشين تشيلي                                            |
| وزير الأمن العام | وزير الدفاع الوطني | الشؤون الخارجية | الأمين العام لمجلس الدولة | التعليم، العلوم والتكنولوجيا، الثقافة، الصحة، الرياضة |

مجلس الدولة الحادي عشر (2008-2013)
|                                                |                           |                    |                  |                 |
| ليو ياندونج                                    | ما كاي                    | ليانغ قوانجلي      | منغ جيانتشو      | داي بينجو       |
| التعليم، العلوم والتكنولوجيا، الثقافة، الرياضة | الأمين العام لمجلس الدولة | وزير الدفاع الوطني | وزير الأمن العام | الشؤون الخارجية |

مجلس الدولة الثاني عشر (2013–2018)
|                                              |                    |                 |                  |                   |
| يانغ جينغ                                    | تشانغ وان تشوان    | يانغ جيتشي      | قوه شنغكون       | وانغ يونغ         |
| الأمين العام لمجلس الدولة حتى 24 فبراير 2018 | وزير الدفاع الوطني | الشؤون الخارجية | وزير الأمن العام | الاستجابة للكوارث |

مجلس الدولة الثالث عشر (2018-2023)
|                    |                   |                 |                           |                  |
| وي فينج هي         | وانغ يونغ         | وانغ يي         | شياو جيه                  | تشاو كيزهي       |
| وزير الدفاع الوطني | الاستجابة للكوارث | الشؤون الخارجية | الأمين العام لمجلس الدولة | وزير الأمن العام |

مجلس الدولة الرابع عشر (2023-حتى الآن)
من الدورة الأولى للمجلس الوطني الرابع عشر لنواب الشعب إلى الدورة السادسة للجنة الدائمة للمجلس الوطني الرابع عشر لنواب الشعب 
|                                       |                  |                           |                                 |                                 |
| لي شانغفو                             | وانغ شياوهونغ    | وو تشنغ لونغ              | شين يي تشين                     | تشين جانج                       |
| وزير الدفاع الوطني حتى 25 أكتوبر 2023 | وزير الأمن العام | الأمين العام لمجلس الدولة | الشؤون المدنية والموارد البشرية | وزير الخارجية حتى 25 يوليو 2023 |

منذ الدورة السادسة للجنة الدائمة للمجلس الوطني الرابع عشر لنواب الشعب
|                  |                           |                                 |
| وانغ شياوهونغ    | وو تشنغ لونغ              | شين يي تشين                     |
| وزير الأمن العام | الأمين العام لمجلس الدولة | الشؤون المدنية والموارد البشرية |